# Cuca impressa
Cuca impressa is een insect uit de familie van de mierenleeuwen (Myrmeleontidae), die tot de orde netvleugeligen (Neuroptera) behoort. 
Cuca impressa is voor het eerst wetenschappelijk beschreven door Navás in 1923.